# Улица Академика Анохина
У́лица Акаде́мика Ано́хина (название с 1980 года) — улица в Западном административном округе города Москвы на территории района Тропарёво-Никулино. Фактически состоит из двух частей, пройти между которыми можно только по ул. Покрышкина:
Изначально по проекту улица должна была идти от перекрестка с улицей Коштоянца по старой трассе Боровского шоссе до перекрестка с проектируемым проездом № 292, затем должна была поворачивать на юг в створ начала нынешней трассы улицы. Однако из-за строительства гостиницы Академии Народного Хозяйства проезжая часть улицы на данном отрезке не была устроена. Поэтому нумерация домов по улице выглядит запутанно. Нечётные дома начинаются от улицы Покрышкина, а чётные — от улицы Коштоянца. Дома № 2—12 расположены на отрезке бывшего Боровского шоссе.
Альтернативная версия: согласно Решению Исполнительного комитета Московского городского Совета народных депутатов от 13 августа 1980 года № 2471 имя советского физиолога академика Петра Кузьмича Анохина (1898—1974) присвоено «проектируемому проезду № 4858 на участке от улицы Лобачевского до Ленинского проспекта».

## Происхождение названия
Названа 13 августа 1980 года в честь академика, нейрофизиолога П. К. Анохина.
Мемориальная доска не сохранилась.

## История
Застройка улицы началась в 1981 году на территории села Тропарёво и деревни Никулино. На чётной стороне улицы были построены жилые дома, расположенные пятью кругами (№ 6, 12, 26, 30, 38) в память о Московской олимпиаде-80 и её и её символе — пяти скрещенных кольцах. Первоначально улица проходила между улицами Покрышкина и Тропарёвской. В 1986 году продлена до Ленинского проспекта. C 1997 года ведётся застройка чётной стороны улицы за рекой Очаковкой (дома № 48—64). В 2000—2002 годах застроена нечётная сторона улицы (дома № 5—13). В 2001—2003 годах на месте снесённого военного городка Никулино на Боровском шоссе построен жилой район, дома которого получили номера 2 и 4 (с корпусами) по улице Академика Анохина. В конце улицы находится вход в Тропарёвский парк.
Альтернативная версия: согласно Решению Исполнительного комитета Московского городского Совета народных депутатов от 13 августа 1980 года № 2471 улица должна была проходить от улицы Лобачевского до Ленинского проспекта.
В современных документах линейный транспортный объект, расположенный между улицей Коштоянца и улицей Покрышкина, указан как проектируемый проезд № 6586.

## Примечательные здания и сооружения
По нечётной стороне:
По чётной стороне:
- № 2, корпус 5 — Школа № 1308 (с 2014 года — школа № 1329) с углубленным изучением английского и немецкого языков
- № 4, корп. 1, 2, во дворе — модель Спасской башни Московского Кремля
- № 4, корпус 5 — Школа Здоровья № 1317, Центр образования с углубленным изучением английского языка и информатики
- № 12, корпус 5 — Детский сад № 1428
- № 22 — жилой дом. Здесь жил советский военный деятель, профессор Академии Генерального штаба РФ, контр-адмирал Н. Н. Харламов, сын адмирала Н. М. Харламова[3].
- № 24 — ЗАО «Тропарёво-Никулино», инженерная служба, паспортный стол
- № 28, корпус 1 — Детский Дом № 11 специальный (коррекционный) для умственно отсталых детей
- № 28, корпус 2 — Детский сад № 1412
- № 32 — Школа № 14 (от первого до четвертого класса)
- № 36 — Школа № 14 (от пятого до одиннадцатого класса)
- № 40, корпус 1 — Детский сад № 1367
- № 46, корпус 3 — Мировой судья судебного участка № 189 района Тропарёво-Никулино
- № 48 — Школа № 1307 с углубленным изучением английского языка и информатики
- № 52 — Детский сад № 2438

## Транспорт
- В 500 метрах от начала улицы находится станция метро «Юго-Западная»
- На улице расположены остановки: Тропарёво; Улица Академика Анохина, дом 56; Школа 1307 (по нечётной стороне); Детский сад; Улица Академика Анохина; Улица Академика Анохина, дом 26; Улица Академика Анохина (по нечётной стороне); Улица Академика Анохина, дом 8; Улица Академика Анохина, дом 2 (по чётной стороне)
- В конце улицы (около станции метро «Тропарёво») находится автобусная станция «Тропарёво» филиала «Юго-Западный» ГУП «Мосгортранс»
- В конце улицы (около конечной остановки «Тропарёво») в 250 метрах находится станция метро «Тропарёво»
- По улице проходят автобусы:
  - с17 (от Никулинского проезда до улицы Покрышкина и обратно)
  - м27, 667 (от улицы Коштоянца до Никулинского проезда)
  - 250 (от Тропарёвской улицы до улицы Покрышкина)
  - 667 (от Тропарёвской улицы до улицы Покрышкина и обратно)
  - 485, 785к (от улицы Покрышкина до конечной остановки «Тропарёво» и обратно)
  - 196, 196к, 329, 630 (от Тропарёвской улицы до конечной остановки «Тропарёво» и обратно)